# Simomactra planulata
Simomactra planulata är en musselart som först beskrevs av Conrad 1837.  Simomactra planulata ingår i släktet Simomactra och familjen Mactridae. Inga underarter finns listade i Catalogue of Life.